# Pontarddulais
Pontarddulais est une ville du pays de Galles, formant une communauté dépendant de la cité et comté de Swansea, dont elle est distante d'une quinzaine de kilomètres. Au moment du recensement de 2001, elle comptait 5 293 habitants.

## Géographie
Pontarddulais se trouve dans le pays de Galles méridional, à une quinzaine de kilomètres au nord-ouest de la ville de Swansea. Elle se situe sur la rive orientale de la Loughor, au niveau de son confluent avec la Dulais, en amont de son embouchure dans la baie de Carmarthen. Le fleuve sert de frontière entre Swansea et le comté voisin du Carmarthenshire, où se trouve le village de Hendy (en) en face de Pontarddulais.
La ville est traversée par la route A48 (en), tandis que l'autoroute M4 la contourne par le sud. Elle dispose également d'une gare ferroviaire (en) desservie par les trains de la Heart of Wales line (en).

## Toponymie
Pontarddulais désigne en gallois le pont (pont) sur la rivière Dulais. Ce nom est attesté pour la première fois en 1557 sous la forme Ponte ar theleys.

## Jumelages
- Hourtin (France)
- Cobh (Irlande)